# Брацигово (община)
Брацигово (болг. Община Брацигово) — община в Болгарии. Входит в состав Пазарджикской области. Население составляет 10 855 человек (на 21.07.05 г.).
Административный центр общины в городе Брацигово. Кмет общины Брацигово — Васил Михайлов Гюлеметов по результатам выборов 2007 года.

## Состав общины
В состав общины входят следующие населённые пункты:
1. Брацигово
2. Бяга
3. Жребичко
4. Исперихово
5. Козарско
6. Равногор
7. Розово